# Warmun
Warmun, ook gekend als Turkey Creek en Warmun Community, is een plaats in de regio Kimberley in West-Australië. Een van de grootste Aboriginesgemeenschappen van de oostelijke Kimberley leeft er. Warmun is de uitvalsbasis voor het op de werelderfgoedlijst geplaatste nationaal park Purnululu.

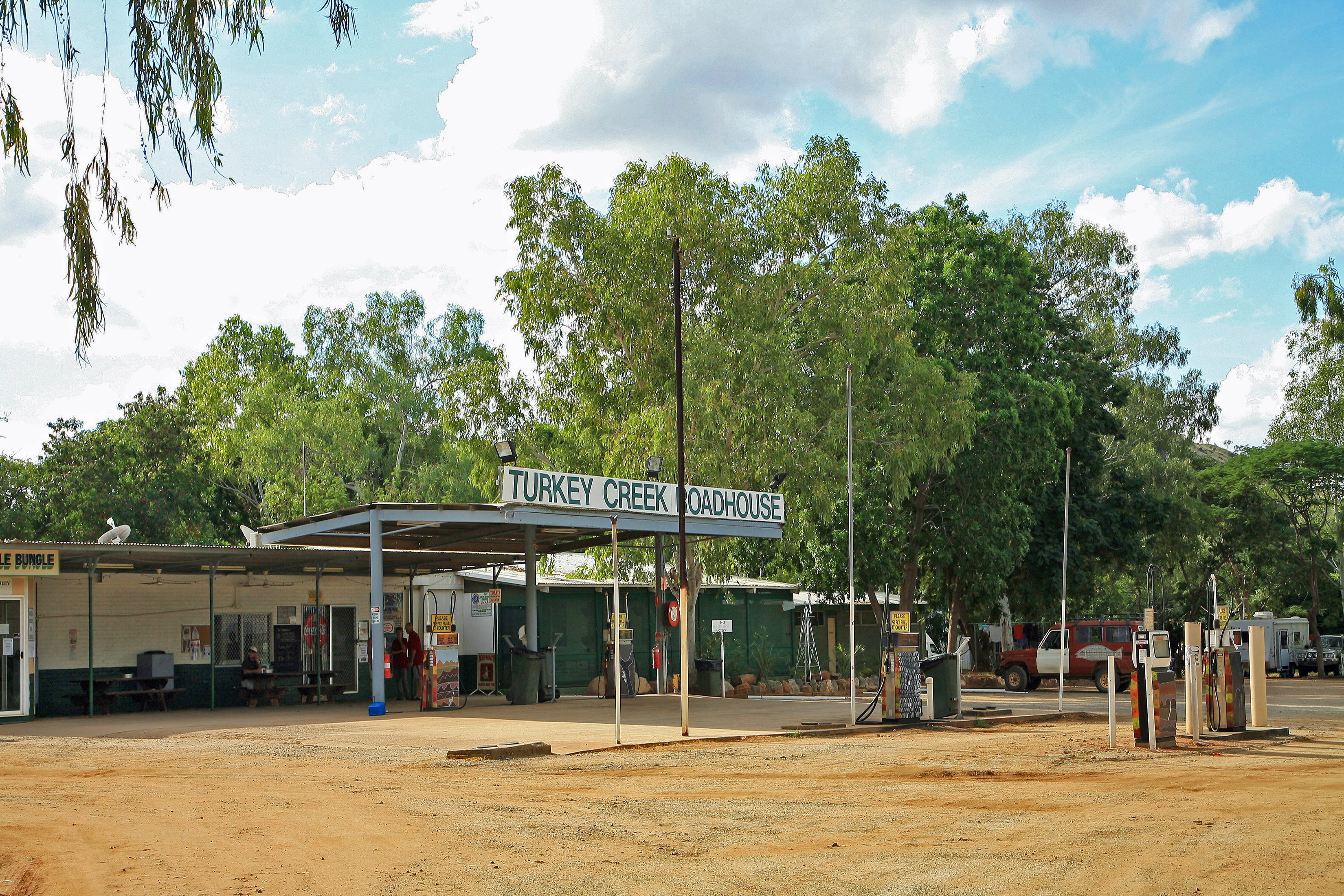
'Turkey Creek Roadhouse'

## Geschiedenis
In de 19e eeuw palmden Europese pastoralisten de streek in. Dit leidde tot gewelddadige conflicten met de Kija Aborigines die er al langer leefden.
De overheid vestigde in 1901 een depot van waaruit rantsoenen voor de Aborigines werden verdeeld, waarna er zich een Aboriginesgemeenschap ontwikkelde. De gemeenschap werd in 1977 officieel erkend.
Opdat leerlingen niet meer voor langere perioden in Wyndham dienden te verblijven en enkel in de schoolvakanties thuis konden zijn, werd in 1979 de 'Ngalangangpum School' gebouwd. Sinds 1990 kan er ook secundair onderwijs worden gevolgd.
Warmun overstroomde in 2011. De hele bevolking diende geëvacueerd te worden. Miljoenen dollars overheidshulp werden in de heropbouw geïnvesteerd. Aannemer Craig Dale verduisterde drie miljoen dollar.

## Beschrijving
Warmun maakt deel uit van het lokale bestuursgebied (LGA) Shire of Halls Creek waarvan Halls Creek de hoofdplaats is. Sinds 2010 ligt Warmun in het gebied waarop de 'Yurriyangem Taam'-native title-eis geldt.
In 2021 telde Warmun 457 inwoners tegenover 210 in 2006. Bijna 90 % van de bevolking is van inheemse afkomst.
Warmun heeft een school, een ziekenhuis, een gemeenschapscentrum, een kunstencentrum voor lokale kunst - het 'Warmun Art Centre' -, een uitspanning - de 'Turkey Creek Roadhouse'-, en enkele sportfaciliteiten.

## Toerisme
Warmun is de uitvalsbasis voor het nationaal park Purnululu. Het park waar de 'Bungle Bungles' deel van uitmaakt is werelderfgoed.

## Transport
Warmun ligt langs de Great Northern Highway, 2.823 kilometer ten noordoosten van de West-Australische hoofdstad Perth, 219 kilometer ten zuidwesten van Kununurra en 161 kilometer ten noordnoordoosten van Halls Creek.
Net ten zuiden van Warmun ligt een startbaan: Turkey Creek Airport (ICAO: YTKY).

## Klimaat
Warmun kent een warm steppeklimaat, BSh volgens de klimaatclassificatie van Köppen. De gemiddelde jaarlijkse temperatuur bedraagt 27,7 °C en de gemiddelde jaarlijks neerslag 649 mm.